# Death Valley (serie televisiva)
Death Valley è una serie televisiva statunitense, trasmessa su MTV. La première americana avviene il 29 agosto 2011.
In lingua italiana viene trasmesso su MTV Italia dal 10 aprile 2012.

## Trama
La serie tratta di una troupe televisiva che segue l'Undead Task Force (UTF), una nuova divisione del LAPD, riprendendo sotto forma di documentario la cattura dei mostri che vagano tra le strade della San Fernando Valley in California.

## Attori
- Bryan Callen: Cap. Frank Dashell
- Charlie Sanders: Ag. Joe Stubeck
- Bryce Johnson: Ag. Billy Pierce
- Caity Lotz: Ag. Kirsten Landry
- Tania Raymonde: Ag. Carla Rinaldi
- Texas Battle: Ag. John "John-John" Johnson

## Doppiatori
- Alberto Bognanni: Cap. Frank Dashell
- Gianfranco Miranda: Ag. Joe Stubeck
- Andrea Mete: Ag. Billy Pierce
- Domitilla D'Amico: Ag. Kirsten Landry
- Chiara Gioncardi: Ag. Carla Rinaldi
- Fabrizio Vidale: Ag. John "John-John" Johnson

## Produzione
Death Valley è stato creato da Spider One (vocalist dei Powerman 5000) anni fa, è poi stata commissionata una serie di 12 episodi da MTV il 14 settembre 2010. I produttori esecutivi sono Austin Reading, Eric Weinberg, Julie Kellman Reading, Tim Healy. Charlie Sanders, Caity Lotz e Tania Raymonde sono entrati nel cast a settembre, Sanders nel ruolo dell'ufficiale Joe Stubeck, Lotz nel ruolo dell'ufficiale Kirsten Landry e Raymonde come l'ufficiale Carla Rinaldi.Bryan Callen si è unito al cast in ottobre, nel ruolo del Capitano  Frank Dashell.

## Episodi
| Stagione       | Episodi | Prima TV USA | Prima TV Italia |
| -------------- | ------- | ------------ | --------------- |
| Prima stagione | 12      | 2011         | 2012            |